# Xout lao

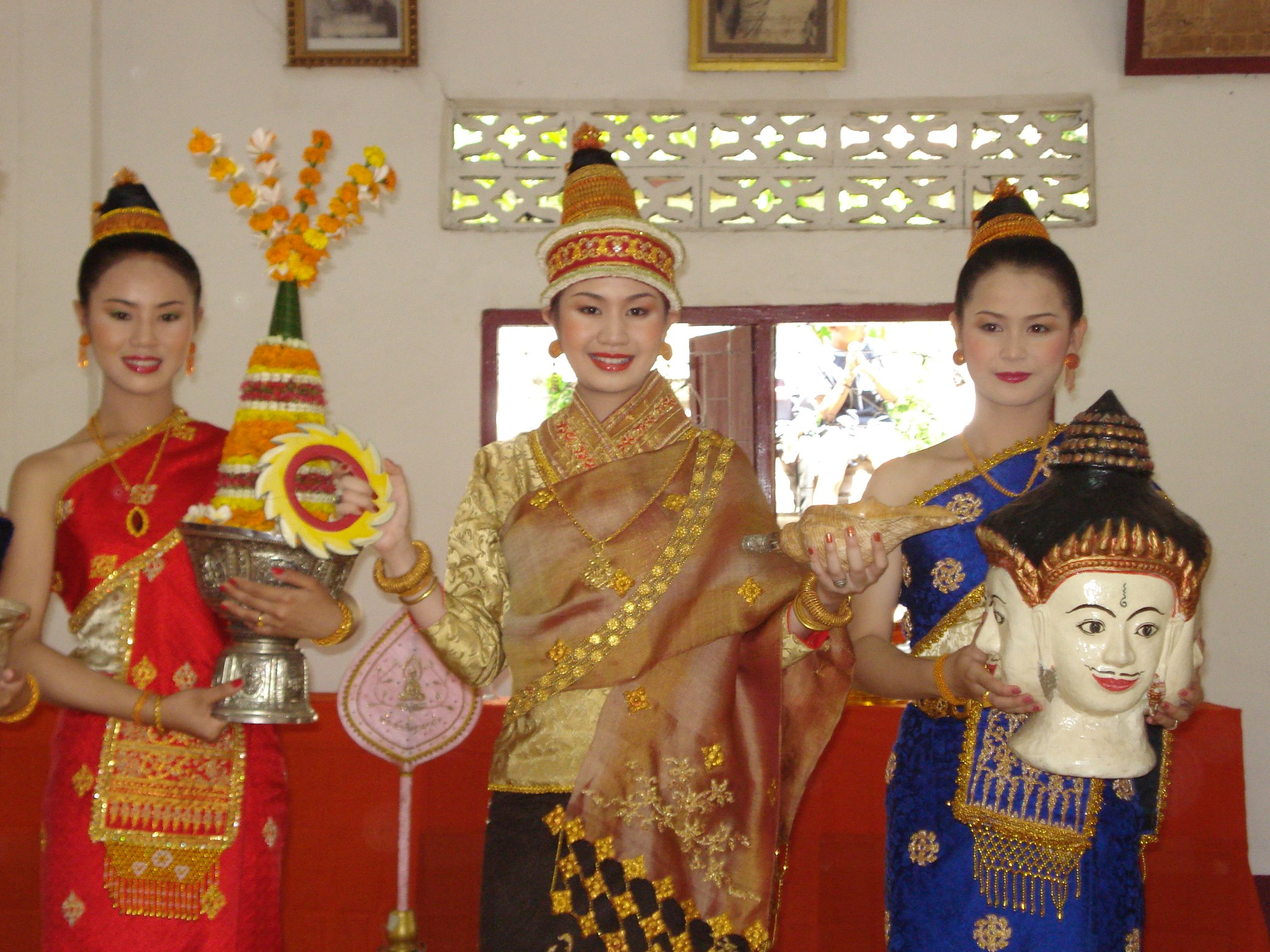

Le xout lao (lao : ຊຸດລາວ ; trad. litt. "vêtement lao") est le costume traditionnel laotien.

## Description
Le xout lao varie en fonction des sexes et des régions, et il dépend souvent des occasions. Par exemple, dans les contextes formels, les hommes portent généralement une veste en soie blanche de style Nehru avec un pha hang (en), des chaussettes blanches jusqu'au genou et des chaussures de ville. Les hommes peuvent également porter en option un pha biang avec des motifs à carreaux sur l'épaule gauche. Les femmes portent généralement un sinh aux couleurs assorties à un pha biang et un suea pat en soie.

Femmes laotiennes en xouts laos
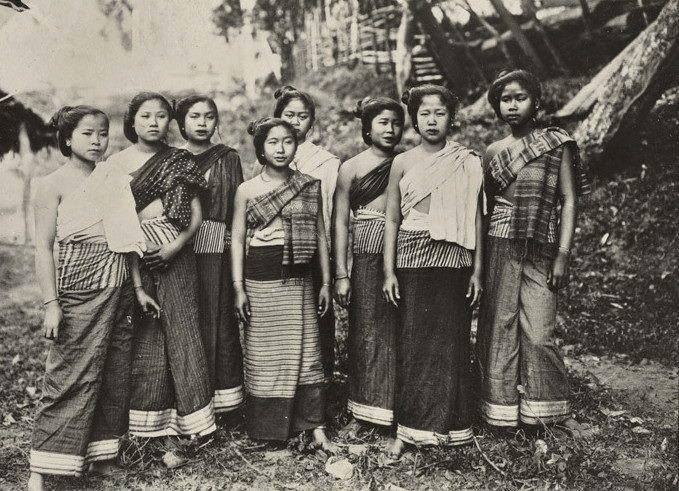
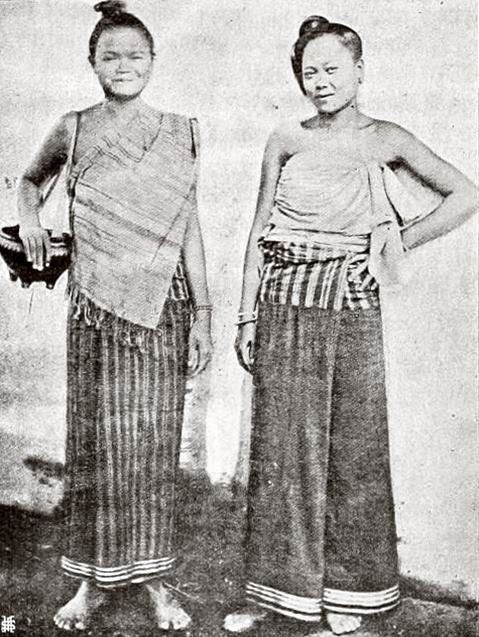